# Thom Kinberger

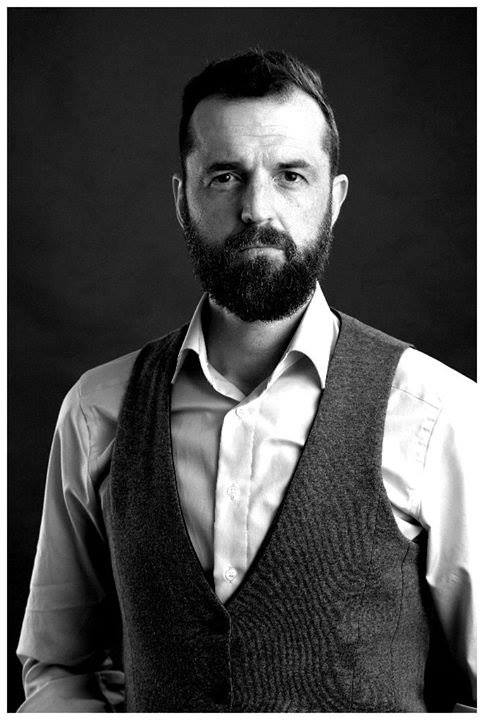
Thom Kinberger (2016)

Thom Kinberger (* 29. April 1973 in Salzburg) ist Obmann der Salzburger ÖGK und österreichischer Politiker und Musiker.

## Leben
Kinberger ist Betriebsrat und Funktionär in verschiedenen österreichischen Gewerkschaften, der Fraktion Sozialdemokratischer GewerkschafterInnen, geschäftsführender Vorsitzender der Produktionsgewerkschaft Salzburg und Kammerrat in der Kammer für Arbeiter und Angestellte Salzburg. Im April 2019 wurde er Obmann der Salzburger Gebietskrankenkasse. Er befasst sich in Essays, Interviews und Beiträgen mit gesellschafts- und gewerkschaftspolitischen Themen (Schwerpunkt Kollektivverträge und Integration) sowie mit der Entwicklung Europas und dem Thema Integration.
Musikalisch ist er in den Bands Our Survival Depends on Us und Soulsearch aktiv. 

Er ist Mitglied im Bund Sozialdemokratischer Freiheitskämpfer/innen, Opfer des Faschismus und aktiver Antifaschist/inn/en in Österreich.

## Veröffentlichungen als Autor
- In Arbeit geeint. ÖGB Verlag, 2011. ISBN 978-3-7035-1503-3[6]
- Prätorianer, Pillen und Post-Neoliberalismus (Essay). In: „Jahrbuch der Sozialakademie“ 2011. ÖGB Verlag
- Europe in flames! Get ready for unionists (Essay) und Thom Kinberger-ÖGB Büro Brüssel (Bericht). In: "Hinterm Horizont geht`s weiter..." ÖGB Verlag, 2011. ISBN 978-3-7035-1542-2
- Verschiedene Beiträge in Arbeit und Wirtschaft, Kompetenz und anderen Fachzeitschriften

## Veröffentlichungen als Musiker

### Mit Soulsearch
- 1992: Nature Falls Asleep (Demo)
- 1994: Die Essenz (Demo)
- 1997: Gwynedd (Serenades Records)
- 1998: Abred vs. Annwn (Serenades Records)
- 2000: Iherno (10inch-Vinyl, Eigenproduktion)
- 2006: Liedersammlung (Ahnstern/Steinklang Records)

### Mit Our Survival Depends on Us
- 2005: Jumping Once too Often into the Ocean That Has Always Been Our Inspiration (µ.org Records)
- 2009: I Will Not Obey (Split-7’’ mit Der Blutharsch, WKN Records)
- 2009: Painful Stories Told with a Passion for Life
- 2015: Scouts on the Borderline between the Physical and Spiritual World (Ván records)

### Weitere musikalische Beiträge
- 2005: Magdalena – Righteousness Is Immortal (Demo)
- 2007: 7 Guns and 7 Holes – Walk the Line (7’’)
- 2007: Sturmpercht – Stürm ins Leben wild hinein (Steinklang Records, Lied Traumkampf)
- 2012: Thelema – Hearing the Light (CD/LP, Cineploit Records)
- 2014: Thelema – Growing (LP, Cineploit Records)